# 강석화
강석화(姜錫和, 1961년 9월 9일~)는 대한민국의 역사가이다.

## 학력
- 대일고등학교 졸업(1980)
- 서울대학교 인문대학 국사학과 학사 졸업(1985)[1]
- 서울대학교 국사학과 석사 졸업(1987)
- 서울대학교 국사학과 박사 졸업(1996)

## 경력
- 육군사관학교 사학과 강사(1987~1990)
- 서울대학교 국사학과 강사(1990~1992)
- 서울대학교 규장각 조교(1992~1993)
- 서울대학교 규장각 학예연구사(1993~1998)
- 인천교육대학교[2] 사회교육과 강사(1998~2000)
- 경인교육대학교 사회교육과 조교수(2000~2004)
- 현재 경인교육대학교 사회과교육과 교수

## 저서
- 한민족전쟁사총론(1989)
- 홍경모·이원익(1994)
- 강화지역 실학자(2000)
- 조선후기 함경도와 북방영토의식(2000)[3]